# Pía Barros
Pía Barros Bravo (sinh ngày 20 tháng 1 năm 1956) là nhà văn người Chile chuyên viết truyện ngắn. Bà là nhân vật tiêu biểu cho nền văn học thập niên 80 của thế kỉ XX.

## Tiểu sử
Pía Barros rời Melipilla, thành phố nơi bà lớn lên mà "không có nỗi buồn", cùng với "ký ức về cô ngựa cái đã viết nên bài thơ của mình." Bà chuyển đến Santiago học ngành sư phạm Tiếng Tây Ban Nha. Ở đó, bà tham dự hội thảo của nhà văn Carlos Ruiz-Tagle, người đã khuyên bà thay vì viết thơ, hãy cống hiến cuộc đời mình cho những tác phẩm truyện. Năm 1989, bà là giáo sư thỉnh giảng tại Đại học Oregon, Hoa Kỳ.
Pía Barros tự nhận mình là "một nhà nữ quyền danh dự", thông qua những truyện ngắn của mình. Bà có viết một số tiểu thuyết. Bà xuất bản khoảng 30 cuốn sách với tài liệu văn học được minh họa bởi các họa sĩ đồ họa nổi tiếng người Chile, đã giúp bà 2 lần nhận được học bổng của Quỹ phát triển văn hóa và nghệ thuật quốc gia. Bà cũng nhận học bỏng của Quỹ Andes vì đã viết cuốn tiểu thuyết được phân phối kỹ thuật số đầu tiên ở Chile mang tên Lo que ya nos encontró, và học bổng của Hội đồng Sách quốc gia.
Những quyển truyện của bà được xuất bản hơn 30 tuyển tập tại nước Chile, Đức, Costa Rica, Ecuador, Hoa Kỳ (một số bản dịch của Martha Manier, Diane Russell, Analisa Taylor, Amanda Powell, Jacquline Nanfito, Resha Cardone, và Jane Griffin), Pháp, Ý, Nga và Venezuela. Ở Chile, những mẩu truyện bà được in cùng với tác phẩm của các nhà văn khác như Roberto Bolaño, Alberto Fuguet, Antonio Skarmeta, Diamela Eltit và Isabel Allende.
Barros thuộc ban chỉ đạo hội thảo văn học Ergo Sum năm 1986. Bà là giám đốc Ediciones Asterión.
Bà cưới nhà viết tiểu thuyết, nhà báo Jorge Montealegre.Họ cưới đầu những năm 80 của thế kỉ XX và có hai con gái: nghệ nhân dệt Abril, và nhà văn Miranda.

## Tác phẩm
- Miedos transitorios (de a uno, de a dos, de a todos), short stories, Ediciones Ergo Sum, 1985 (phiêm bản song ngữ Anh-Tây Ban Nha, 1993)
- A horcajadas, Mosquito Editores, Santiago, 1990 (bilingual English-Spanish edition, 1992). Gồm 14 mẩu truyện:
  - "Prefiguración de una huella", "Iniciaciones", "Conmiseración", "Olor a madera y a silencio", "Mordaza", "Desfiladero de Iguanas", "Diccionarios", "Duerme", "Artemisa", "Lo había odiado con pulcritud", "Navegaciones", "Trece", "Deshabitados ante la ventana", and "Los pequeños papeles"
- El tono menor del deseo, novel, Editorial Cuarto Propio, Santiago, 1991[7]
- Astride, novel (bilingual edition by Analissa Taylor, 1992)
- Signos bajo la piel, stories, editorial Grijalbo, Santiago, 1994
- Ropa usada, stories, Ediciones Asterión, Santiago, 2000
- Lo que ya nos encontró, digital novel, Chilelibro.com, 2001
- Los que sobran, stories, Asterión, Santiago, 2002
- Llamadas perdidas, minifictions, Thule Ediciones, Barcelona, 2006
- La Grandmother y otros, microstories, Asterión, Santiago, 2008
- El lugar del otro, microstories, Asterión, Santiago, 2010
- Las tristes, microstories, Asterión, Santiago, 2015
- Hebras, microstories, Asterión, Santiago, 2020

### Tuyện trong tuyển tập
- "Artemisa", trong Andar con cuentos: nueva narrativa chilena 1948-1962, Mosquito Editores, Santiago, 1992
- "Baldosas", trong Bajo techo, Ministry of Housing and Urbanism, Santiago, 1995
- "Muertes", trong Salidas de madre, Planeta Chile, Santiago, 1996
- "Puertas", trong Cuentos: Taller Soffia '84 (Chile, Arcilla, 1984)
- "El orden de las cosas", trong Cuentos chilenos contemporáneos 2000, (LOM Ediciones, Santiago, 2001)

## Giải thưởng
- 2003 Altazor Award cho tác phẩm Los que sobran[8]
- 2008 Altazor Award cho tác phẩm La Grandmother y otros[9]
- 2011 Altazor Award cho tác phẩm El lugar del otro[10]
- 2015 Lygia Fagundes Telles Award, trong khuôn khổ Hội nghị phụ nữ lần thứ 8 Brazil[11]
- Học bổng Fondart, Quỹ Andes, và Hội đồng Sách quốc gia

## Kiên kết ngoài
- Blog của Pía Barros
- Trong web chính thức tại Wayback Machine (lưu trữ ngày 3 tháng 5 năm 2012)